# Amblyanthus multiflorus
Amblyanthus multiflorus är en viveväxtart som beskrevs av Carl Christian Mez. Amblyanthus multiflorus ingår i släktet Amblyanthus och familjen viveväxter. Inga underarter finns listade i Catalogue of Life.